# Michel Tylinski
Pour les articles homonymes, voir Tylinski.
Mieczeslaw dit Michel Tylinski est un footballeur français, né le 18 mai 1934 à Noyant-d'Allier (Allier) et mort le 22 mars 2003 à Saint-Priest-en-Jarez (Loire).

## Biographie
Il commence à jouer à La Combelle CCA, avant d'être engagé par l'AS Saint-Étienne. Le 21 décembre 1958, à la suite d'un choc avec un autre joueur, Michel Tylinski se blesse gravement à la jambe et doit renoncer à une carrière prometteuse.
Son frère Richard Tylinski, également footballeur stéphanois, a été international.

## Palmarès
- International B & Amateur
- Champion de France en 1957 avec l'AS Saint-Étienne
- Vainqueur de la Coupe Charles Drago en 1958 avec l'AS Saint-Étienne
- Champion de France Amateur 1956 avec AS Saint-Etienne

## Statistiques
- 81 matchs en Division 1
- 2 matchs en Coupe des clubs champions européens